# Georg Thomas (General)
Georg Thomas (* 20. Februar 1890 in Forst (Lausitz); † 29. Dezember 1946 in Frankfurt am Main) war ein deutscher General der Infanterie im Zweiten Weltkrieg sowie von 1939 bis 1942 Chef des Wehrwirtschafts- und Rüstungsamtes.

## Leben
Der Sohn eines Fabrikbesitzers trat 1908 in das 4. Oberschlesische Infanterie-Regiment Nr. 63 der preußischen Armee ein und wurde Berufsoffizier. Nach dem Ersten Weltkrieg in die Reichswehr übernommen, beschäftigte sich Thomas seit 1928 im Heereswaffenamt des Reichswehrministeriums mit Rüstungsfragen.
Rolf-Dieter Müller nennt Thomas als Beispiel dafür, dass es Hitler auf Basis eines Grundkonsens gelang, die Wehrmachtsführung für seinen Aggressionskurs zu gewinnen. In einem Artikel von Ende 1938 in der Militärwissenschaftlichen Rundschau bekannte sich Thomas ausdrücklich zu Hitlers Lebensraum-Ideologie. Er führte dort aus, falls Deutschland überleben wolle, müsse es in den Kampf „um wehrwirtschaftliche Ziele, nämlich um einen größeren Lebensraum, um die Ernährungsbasis und um den Rohstoffbesitz“ eintreten. Die in einem Vortrag vom Juli 1938 aufgestellte Konzeption, Deutschland müsse für einen gesicherten Rohstoffbezug im Kriegsfalle, statt einer Großraumwirtschaft auf Basis gleichberechtigter Staaten, die Vorherrschaft über abhängige und koloniale Gebiete ausüben, ließ ebenfalls die Nähe zu Hitlers Programm erkennen. Bereits am 24. November 1936 beschrieb er in einer Rede auf der 5. Tagung der Reichsarbeitskammer die Möglichkeit eines totalen Krieges:
„Meine Herren! Der totale Krieg der Zukunft wird Forderungen an das Volk stellen, wie wir alle sie noch nicht kennen.“
1939 wurde er Chef des Wehrwirtschafts- und Rüstungsamtes im Oberkommando der Wehrmacht. Er war Mitglied im Aufsichtsrat der Kontinentale Öl AG sowie von 1941 bis 1942 im Aufsichtsrat der Reichswerke Hermann Göring.
Thomas, am 1. August 1940 zum General der Infanterie befördert, erkannte früh Deutschlands begrenzte wirtschaftliche Möglichkeiten. Im Februar 1941 publizierte er eine Studie über die wirtschaftlichen Aspekte einer Verlagerung des Kriegsschauplatzes nach Osten, womit auch der Krieg gegen die Sowjetunion gemeint war, der am 22. Juni 1941 begann. Thomas hatte als Mitglied von Görings Wirtschaftsführungsstab Ost zusammen mit Herbert Backe wesentlichen Anteil an der Ausarbeitung eines Hungerplans, der aus kriegswirtschaftlichen Gründen den Hungertod von vielen Millionen Einwohnern der Sowjetunion von vornherein einkalkulierte. Am 2. Mai 1941, sieben Wochen vor dem deutschen Überfall auf die UdSSR, hält das Protokoll einer Besprechung der Staatssekretäre mit General Thomas fest, dass
„der Krieg nur weiter zu führen (ist), wenn die gesamte Wehrmacht im 3. Kriegsjahr aus Russland ernährt wird. Hierbei werden zweifellos zig Millionen Menschen verhungern, wenn von uns das für uns Notwendige aus dem Lande herausgeholt wird.“
Der Historiker Hans-Ulrich Wehler urteilt: „Georg Thomas […] akzeptierte als Folge dieser Kampfstrategie, dass dort jedenfalls zig Millionen Menschen verhungern werden.“
Einen Monat nach dem Angriff äußerte sich Thomas am 31. Juli 1941 bei einer Besprechung über den voraussehbaren Hungertod der russischen Zivilbevölkerung: „Große Gebiete werden sich selbst überlassen bleiben (müssen verhungern).“ Schließlich forderte Thomas im Frühjahr 1942, mit „4000 Lastwagen des Heeres etwa 300.000 Tonnen Getreide aus der Ukraine zu holen“. Für seinen Biographen, den Historiker Roland Peter, nahm er so „ohne Skrupel den Hungertod von Millionen Menschen in Kauf“ und „zählt zu den besonders prägnanten Beispielen für die Mitwirkung willfähriger Militärs am Vernichtungskrieg im Osten“.
Am 20. November 1942 schied Thomas aus dem Wehrwirtschafts- und Rüstungsamt aus und wurde in die Führerreserve versetzt. Albert Speer und sein Reichsministerium für Bewaffnung und Munition hatten mittlerweile fast alle Kompetenzen in Rüstungsfragen an sich gezogen.

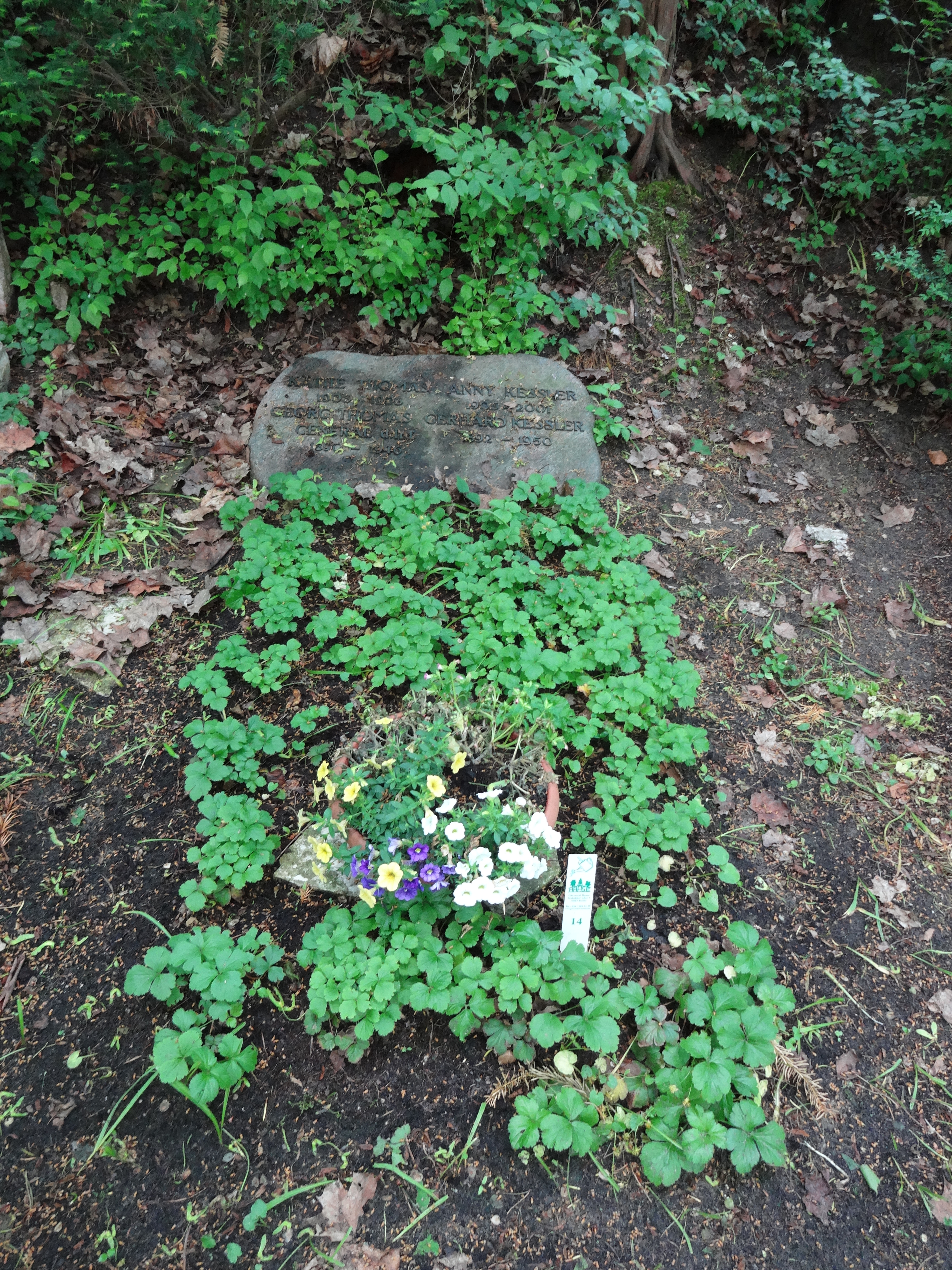
Grab von Georg Thomas auf dem Friedhof Heerstraße in Berlin-Westend

Da Thomas enge Kontakte zu seinem früheren Vorgesetzten Ludwig Beck sowie zu Carl Friedrich Goerdeler und Johannes Popitz unterhielt, hatte er sich schon 1938 und 1939 an den Planungen für einen Militärputsch beteiligt. Als nach dem Attentat vom 20. Juli 1944 die alten Pläne von 1938/39 gefunden wurden, wurde Thomas am 11. Oktober 1944 verhaftet und kam in die Konzentrationslager Flossenbürg und Dachau. Auf einem Transport nach Südtirol wurde er zusammen mit über 130 anderen prominenten Häftlingen am 28. April 1945 in Niederdorf durch die Wehrmacht befreit, nachdem die SS-Wachleute geflohen waren (siehe Befreiung der SS-Geiseln in Südtirol). Seine endgültige Freilassung erfolgte nach vorübergehender Festnahme durch Truppen der U.S. Army am 16. Juni 1945. In Freiheit verfasste er noch mehrere Rechtfertigungsschriften und starb am 29. Dezember 1946 in Frankfurt am Main. Sein Grab befindet sich auf dem landeseigenen Friedhof Heerstraße in Berlin-Westend.

## Schriften
- Georg Thomas: Gedanken und Ereignisse. In: Schweizer Monatshefte. 25 (1945). S. 537–559.
- Georg Thomas: Geschichte der deutschen Wehr- und Rüstungswirtschaft (1918–1943/45). Hrsg. v. Wolfgang Birkenfeld, Boldt, Boppard am Rhein 1966.